# RWS (Munition)
RWS Munition ist eine Marke für Jagd- und Sportmunition. RWS steht für die Rheinisch-Westfälischen Sprengstofffabriken und ist ein eingetragener Markenname des Unternehmens RWS GmbH, seit 2022 Tochter von Beretta.

## Geschichte

Historische Munitionsschachteln
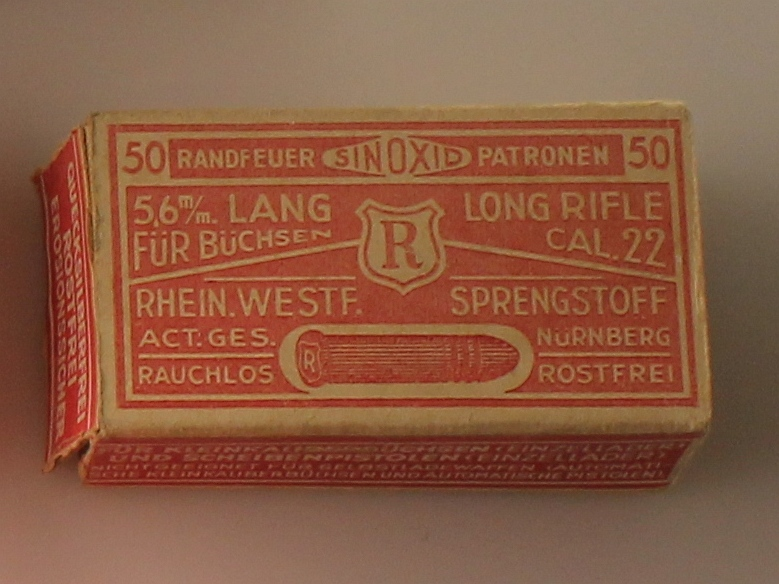
.22 lfB
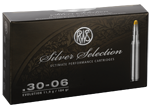
.30-06, Silver Selection

Seit ca. 1896 werden im Werk Stadeln/Fürth Munitionserzeugnisse gefertigt.
Bereits im Jahr 1856 erhielt Heinrich Utendoerffer die Genehmigung zur Errichtung eines Laboratoriums zur Herstellung von Zündsätzen. Utendoerffer verkaufte 1889 sein damals noch in Nürnberg befindliches Unternehmen an die „Rheinisch-Westfälische Sprengstoff-Actien-Gesellschaft“ (RWS) in Köln. Nachdem es in Nürnberg wiederholt zu Problemen bei der Konzessionserteilung gekommen war, wurde 1894 die „Rheinisch-Westfälische Sprengstoff-Actien-Gesellschaft, Abtheilung Munitions-Fabrik Nürnberg, vorm. H. Utendoerffer“ in den heutigen Fürther Stadtteil Stadeln verlegt. Hier wird bis heute eine breite Palette von Produkten mit „explosivem Charakter“ produziert.
Der Erste Weltkrieg ließ das Werk zu einer der größten privaten Zündhütchenproduktionsstätten in der Welt werden.
Im Zweiten Weltkrieg wurde der Fokus auf Militärpatronen gelegt. Obwohl die Fabriken bombardiert wurden, blieb das Stadelner Werk weitgehend unbeschädigt. Am 29. Juni 1943 kam es zu einem in der Geschichte der Dynamit-Nobel einzigartigen schweren Explosionsunfall in einem Abstellraum im Zündhütchenrevisionsgebäude, in dem die Zündhütchen verpackt werden. Dieser kostete 15 Menschen das Leben und verletzte ca. 39 weitere Personen zum Teil stark. Zu den getöteten Personen zählten drei Zwangsarbeiterinnen.
Nach Kriegsende ruhte die Produktion von Munition, sie setzte allerdings 1949 wieder ein. Die Marken RWS, Rottweil und GECO, jeweils als Tochterfirmen organisiert, zählten Mitte der 1960er Jahre zu Dynamit Nobel. 2002 übernahm der Schweizer Technologiekonzern RUAG Ammotec die Dynamit Nobel AG und damit auch die bestehenden Marken. Im Sommer 2022 kaufte die Beretta Holding die RUAG Munitionssparte, welche in Folge in RWS GmbH umbenannt wurde.

## Produkte
Das RWS-Sortiment umfasst verschiedene Arten von Patronen und Munition für Jagd und Sport:
- Büchsenpatronen: RWS fertigt Büchsenpatronen sowohl für Jäger als auch für Sportschützen. Das Portfolio besteht aus elf Jagdgeschossen, drei davon bleifrei sowie Match Patronen für Long Range Disziplinen und Trainingspatronen für Schießkinos.
- Randfeuerpatronen: RWS fertigt Randfeuerpatronen für den Spitzensport sowie für die Fallenjagd und den lautlosen Schuss in unmittelbarer Nähe.
- Luftgewehrkugeln: Das Sortiment umfasst Präzisionskugeln für Wettkampf und Training sowie Sonderformen für spezielle Anwendungsbereiche.
- Pistolenmunition: 2024 erweiterte RWS das Sortiment um Kurzwaffenpatronen für den sicheren Fangschuss.
- Wiederladekomponenten: RWS bietet sowohl für Jäger als auch für Sportschützen Komponenten, um die Patrone auf eigene Anwendungen anzupassen.

Alle RWS-Patronen werden in Deutschland am Standort Stadeln/Fürth hergestellt. In vielen einschlägigen Lehr- und Ausbildungsbüchern für werden RWS-Patronen als Beispiele verwendet.

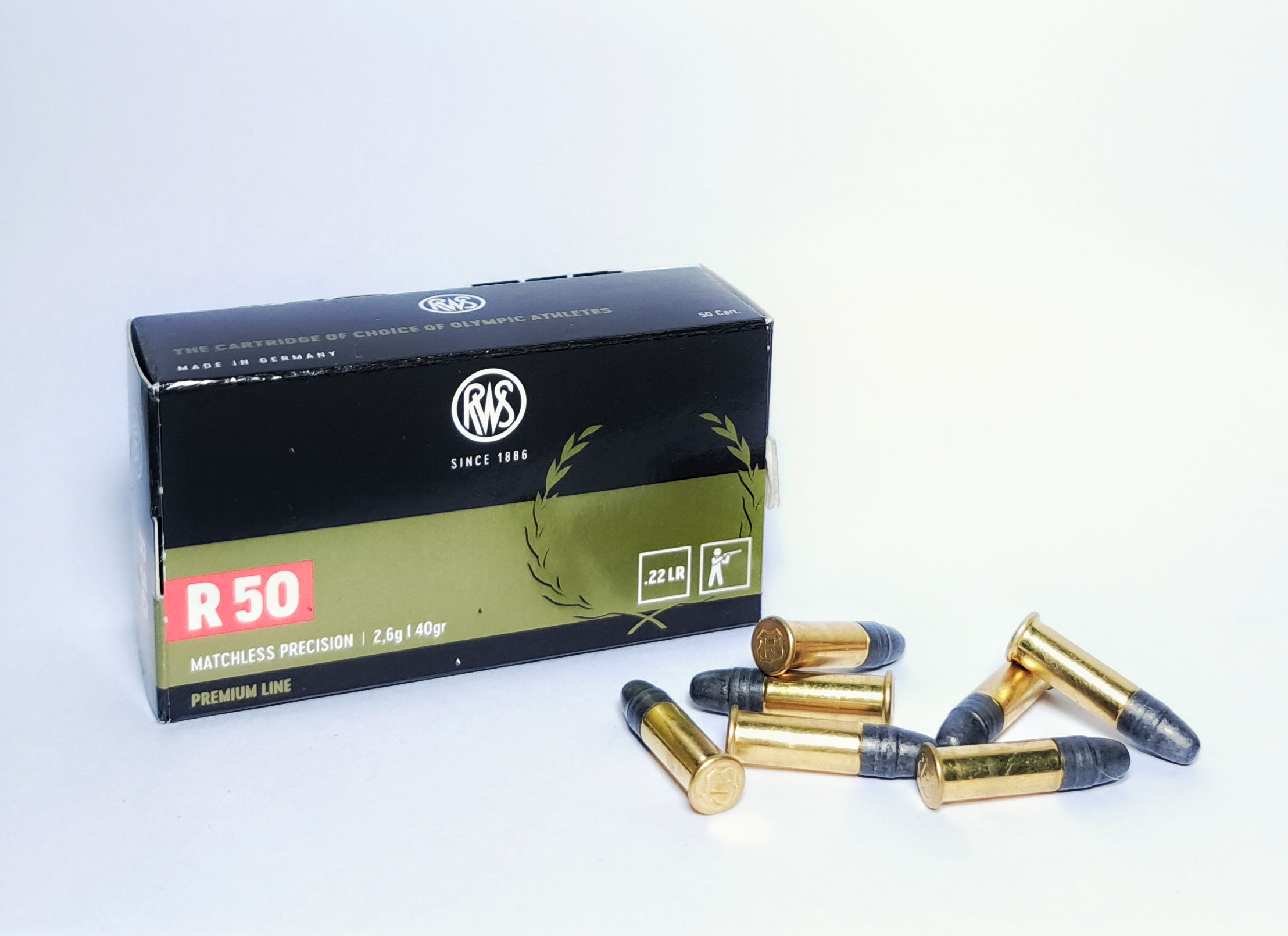
Sportmunition R 50
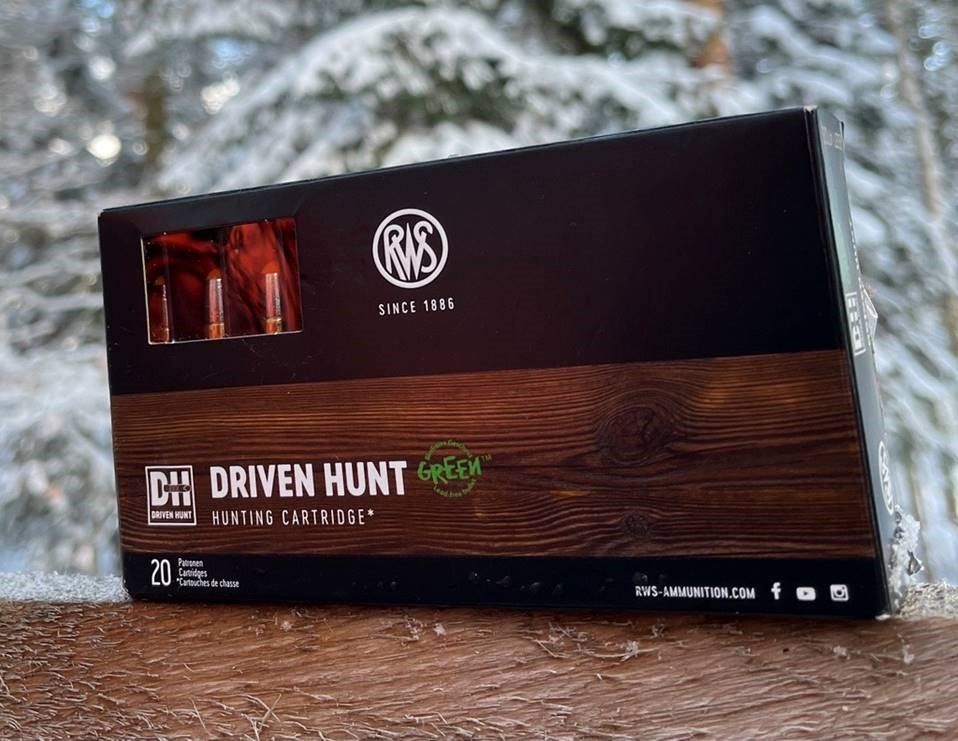
Jagdmunition Driven Hunt

## Sportförderung
RWS ist Partner des Deutschen Schützenbundes (DSB). Viele internationale Spitzensportler greifen beziehungsweise griffen auf RWS-Munition zurück, so etwa William Shaner, Alin Moldoveanu oder Jean Quiquampoix. Aus Deutschland sind es zum Beispiel Barbara Engleder, Maximilian Dallinger, Maximilian Ulbrich, Anna Janßen oder Andrea Heckner. Im Jugendbereich des Deutschen Schützenbundes wird regelmäßig der RWS Shooty Cup ausgetragen.

## Testschießstand

Testschießstände
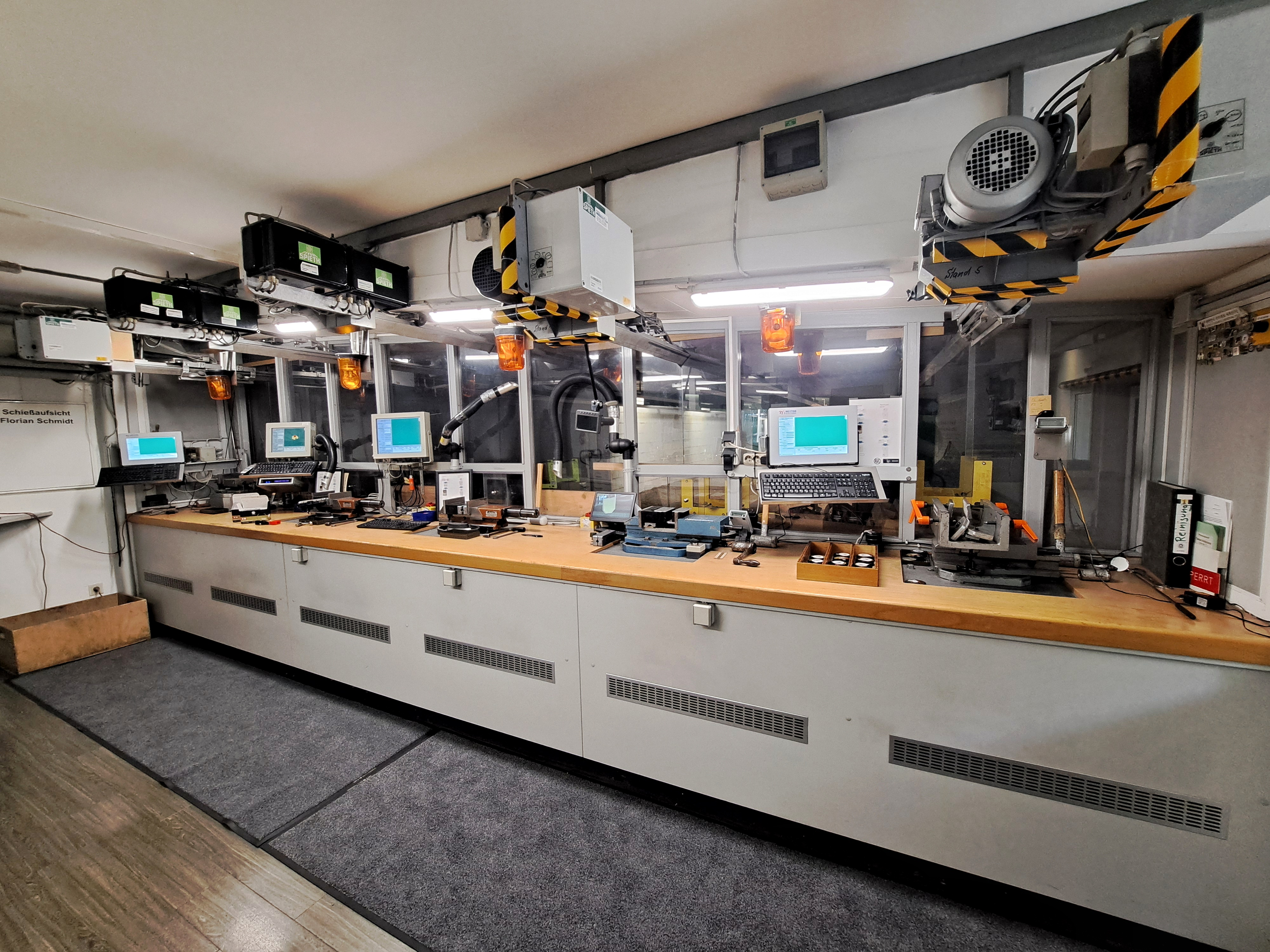
Stationär
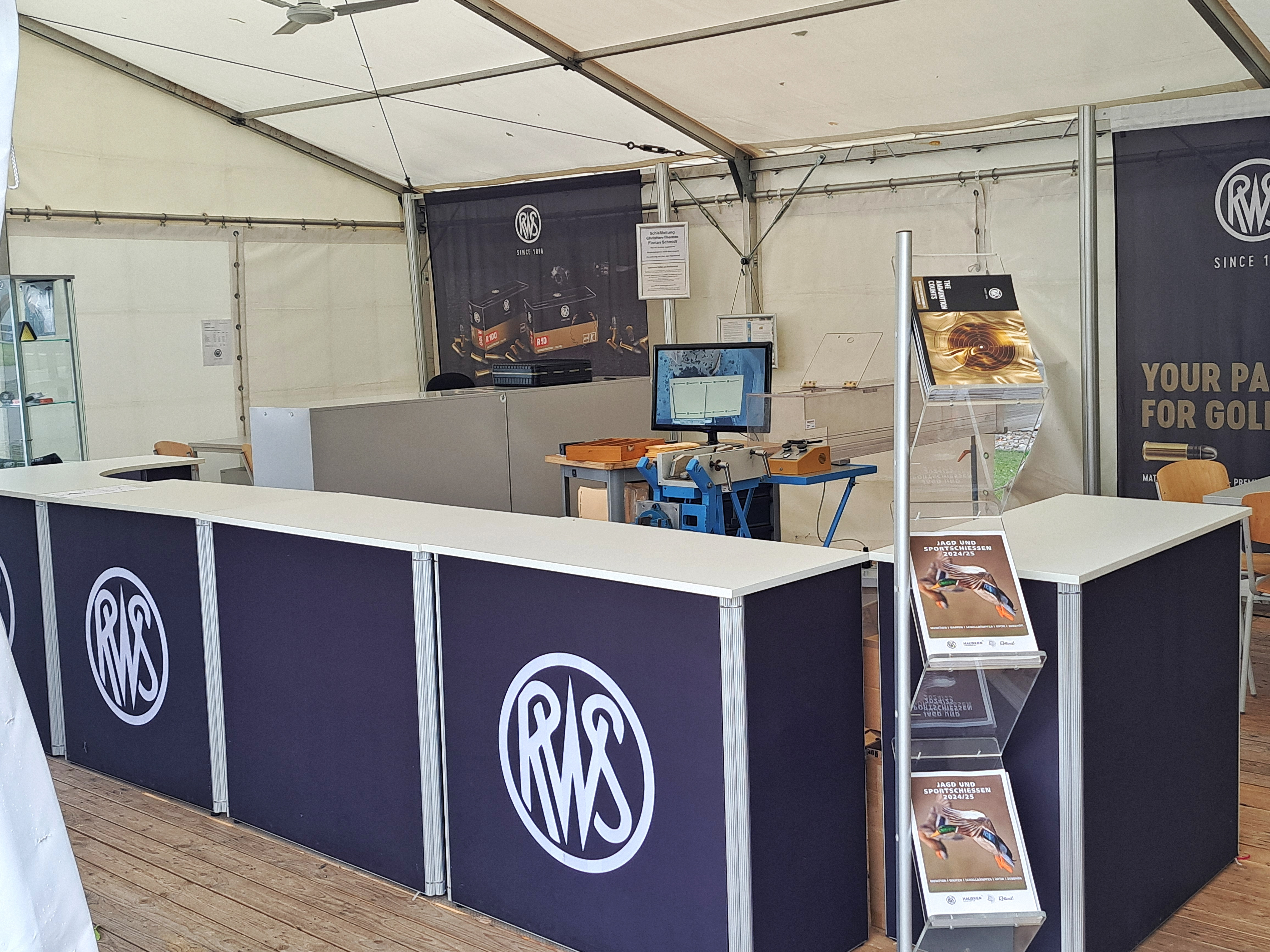
Mobil

In Stadeln gibt es seit 1986 einen vollständig geschlossenen Testschießstand, auf dem interessierte Personen Munition des Unternehmens testen können. An fünf Ständen mit Scheibenzuganlagen und elektronischer Trefferanzeige kann aus Entfernungen von 10, 15, 25 und 50 Metern mit eingespannten Waffen auf die Ziele geschossen werden. Es geht um die Ermittlung der optimalen Munition und der besten Lose für eine Waffe. RWS ist bei vielen nationalen und internationalen Veranstaltungen außerdem mit einem eigenen mobilen Testschießstand vor Ort, damit Sportler vor Ort Munition testen können.